# Владета Тешић
Владета Тешић (Катићи, 23. децембар 1922 — Београд, 3. април 2019) био је доктор педагошких наука, професор на Филозофском факултету Универзитета у Београду, председник Педагошког друштва Србије, члан редакције и главни и одговорни уредник часописа Настава и васпитање и одговорни уредник часописа „Педагогија”.

## Биографија

### Образовање
Рођен је 23. децембра 1922. у Катићи у учитељској породици. Основну школу је завршио у Јошеви, а пет разреда гимназије и учитељску школу у Ужицу, јула 1943. године. Октобра 1946. је примљен на студије педагогије Филозофског факултета Универзитета у Београду, које је као стипендиста Министарства просвете Србије завршио 27. септембра 1950. са средњом оценом 9,55. Као стипендиста Унеска је шест месеци био на стручном усавршавању у Савезној републици Немачкој и учествовао је на неколико међународних скупова са темама из области историје педагогије.
Докторску дисертацију „Морално васпитање у школама Србије (1830—1878)” је одбранио 15. јуна 1963. на Филозофском факултету Универзитета у Београду, која представља први обимнији рад о том питању написан у педагогији на основу проучавања архивског материјала, штампе и литературе из тог времена. Користио је и анализирао службене прописе за одређену врсту школе, архивску грађу Државног архива Србије, Кнежеве канцеларије, Државног совјета, Министарства просвете, Министарства унутрашњих дела, Лицеја, Велике школе и других у настојању да анализира и утврди теоријско–педагошке погледе који су утицали на морално васпитање ученика појединих школа. Разматрао је конкретне облике, методе и средства моралног васпитања.
Као посебно значајно у његовој дисертацији се издвајају општи закључци – систем моралног васпитања ученика у том периоду у Србији се заснивао на неповерењу у ученике упркос честих неуспеха у пракси и прогресивних теоријских погледа на морално васпитање, у школама се упорно одржавао репресивни карактер дисциплине и систем моралног васпитања који се силом одржавао у школама Србије је тог времена претрпео неуспех.

### Радно искуство
Након положеног дипломског испита је постављен за професора средње школе, а јануара 1951. је изабран за асистента Историја педагогије на Катедри за педагогију Филозофског факултета Универзитета у Београду водећи самостално семинарске вежбе и предавајући две матурске године у Школи за васпитаче у Београду. У звање доцента за општу и националну историју педагогије је изабран 1965. и 1971, у звање ванредног професора 1976. и 1981. и у звање редовног професора 1983. године.
Током целокупног рада на Филозофском факултету је био ангажован у рад Педагошког друштва Србије као секретар и председник, члан редакције и главни и одговорни уредник часописа Настава и васпитање, секретар и потпредседник Савеза педагошких друштава Југославије и одговорни уредник часописа Педагогија. Био је секретар Секције Удружења наставника Филозофског факултета, председник Комисије за наставу Филозофског факултета, члан, заменик председника и председавајући Савета Филозофског факултета, управник Одељења за педагогију и Општег педагошког семинара Филозофског факултета.
У својству хонорарног професора је предавао Општу педагогију с дидактиком на Природно-математичком факултету Универзитета у Крагујевцу, Факултету техничких наука Универзитета у Крагујевцу и Факултету примењених уметности Универзитета уметности у Београду. У истом својству је учествовао као испитивач Основе педагогије на стручним (државним) испитима професора приправника на неколико факултета Универзитета у Београду.
Био је члан Савеза комуниста Југославије, секретар ООСК наставника Филозофског факултета, секретар Комитета СК Филозофског факултета, члан Универзитетске конференције СК, члан Статутарне комисије УК СКС и члан Председништва Сталне акционе конференције СК Филозофског факултета.
Пензионисан је 1. октобра 1988. године, а преминуо је 3. априла 2019. у Београду.

## Награде и одликовања
Добитник је бројних признања и награда међу којима су:
- Октобарска награда града Београда 1974.
- Награда „Доситеј Обрадовић” 1979.
- Награда Управе фонда „Милица и Милош В. Јанковић” на Филозофском факултету Универзитета у Београду 1987.
- Вукова награда 1987.
- Орден рада са сребрном звездом 1988.
- Награда за животно дело „Др Вићентије Ракић” Педагошког друштва Србије 1999.